# Општина Бела Паланка
Бела Паланка је општина Пиротског округа на југу Србије. Према прелиминарним подацима са последњег пописа 2022. године у општини је живело 9.970 становника (према попису из 2011. било је 12.126 становника). Средиште општине и највеће насеље је град Бела Паланка.

## Географија
На територији општине налази се крашка Шљивовичка планина. Правац простирања планине је југоисток-северозапад, од Бабушнице до Беле Паланке. Одликује се веома малом количином воде и растињем. На овој планини истиче се Шљивовички врх (1258 m).
Највећа река која протиче кроз више насеља у општини је Нишава.

## Демографија
| Етнички састав према попису из 2011.‍ | Етнички састав према попису из 2011.‍ | Етнички састав према попису из 2011.‍ | Етнички састав према попису из 2011.‍ | Етнички састав према попису из 2011.‍ |
| ------------------------------------ | ------------------------------------ | ------------------------------------ | ------------------------------------ | ------------------------------------ |
|                                      |                                      |                                      |                                      |                                      |
| Срби                                 | Срби                                 |                                      | 10.395                               | 85,72%                               |
| Роми                                 | Роми                                 |                                      | 1.418                                | 11,69%                               |
| остали                               | остали                               |                                      | 213                                  | 2,59%                                |

## Галерија
- Положај општине Бела Паланка у Пиротском округу
- Шљивовички врх виђен са стазе која води од села Вргудинац ка врху Дивна Горица (Сува планина).